# Mszał Piotra Tomickiego
Mszał Piotra Tomickiego (łac. Missale secundum ritum insignis ecclesie cathedralis Cracouiensis) – mszał wydany w Wenecji w 1532 dla diecezji krakowskiej na zamówienie biskupa Piotra Tomickiego.
Książka składa się z 388 kart formatu folio. Ozdobiona jest renesansową oprawą z herbem inicjatora edycji. Mszał dla diecezji krakowskiej, podobnie jak inne mszały diecezjalne, uwzględniał lokalną odrębność w postaci dodatkowych modlitw lub innego kalendarza szczególnie czczonych świętych. W Bibliotece Narodowej znajduje się egzemplarz mszału, zakupiony w 2009, który wcześniej przechowywany był w kolekcji Tarnowskich na zamku w Dzikowie. Od 2024 egzemplarz prezentowany jest na wystawie stałej w Pałacu Rzeczypospolitej.